# Municipio Piar (Bolívar)
El Municipio Piar es uno de los 11 municipios del estado Bolívar. Tiene una superficie de 18.175 km² y una población de 125.000 habitantes (Instituto Nacional de Estadística de Venezuela para el año 2023), posee tres parroquias: Upata (capital municipal), Andrés Eloy Blanco (El Pao) y Pedro Cova (El Manteco).

## Historia
El municipio Piar es uno de los más antiguos del estado Bolívar. Antes de la reforma de la Ley de Régimen Municipal del año 1989 estas unidades territoriales eran conocidas como Distritos. Piar constituyó durante casi todo el siglo XX el segundo distrito de mayor población del estado Bolívar, hasta la creación del Distrito Caroní, franja geográfica donde está ubicada Ciudad Guayana, la localidad industrial y comercial más desarrollada del Oriente y Sur de Venezuela. 
Durante el siglo XIX el extenso territorio que hoy ocupa Piar estaba incorporado a las llamadas Misiones del Caroní, creadas a mediados del siglo XVIII por mandato las autoridades imperiales de España y de la Jerarquía de la Iglesia Católica. Posteriormente formó parte del denominado Cantón Upata, luego se le asignó el nombre de Departamento Guzmán Blanco, más tarde con el descubrimiento y explotación de las minas de oro de Nueva Providencia, El Callao, Caratal, la región de Upata fue anexada al Territorio Federal Yuruari, hasta que a principio del 1900 recuperó su autonomía política, cuando por decisión de la Asamblea Legislativa se creó el Distrito Piar, cuyos límites se extendían desde el Río Orinoco al Norte, hasta la frontera con el Brasil al Sur, en un tramo longitudinal de más de 500 kilómetros, mientras que al oeste su límite era el río Caroní, y al Este el Distrito Roscio (Guasipati El Callao Tumeremo) y el Delta Amacuro.
El Municipio Piar recibe este nombre en merecido homenaje a uno de los generales más victoriosos de la Guerra de Independencia de Venezuela, Manuel Carlos Piar, guerrero nacido en Curazao, vencedor en más de 16 batallas en la gesta libertaria, héroe de El Juncal en Monagas y de la Batalla de San Félix, al Norte de Upata, donde la extensa región de la Guayana venezolana fue arrebatada en 1817 al Poder Imperial Español.

## Geografía

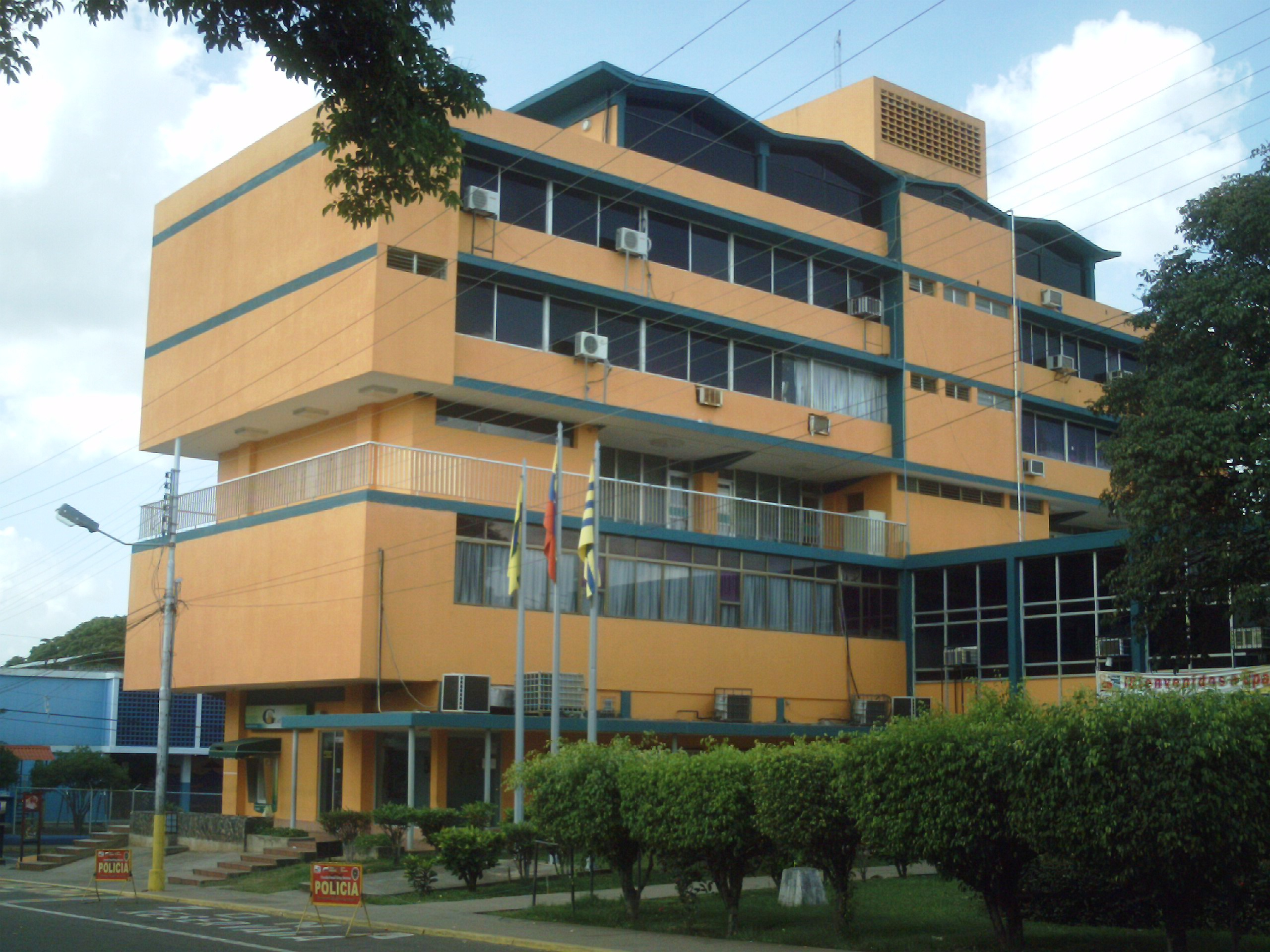
Sede de la alcaldía del municipio Piar.

El municipio Piar se encuentra localizado al este del Estado Bolívar, entre los paralelos 8 grados Norte 23 minutos y los 6 grados Norte, y entre los 62 y 63 grados de longitud Oeste. En una extensa franja territorial de 15.899 km². Ocupa un relieve de altiplanicies o penillanuras de escasa elevación sobre el nivel del mar, que se alternan con áreas montañosas al Sur en la frontera con el Parque nacional Canaima y en la zona de Supamo Parapoy, y con varios cinturones de colinas al centro y norte de la entidad, donde se desarrollan las serranías de Cerro Azul, Padamo, Guacamayo (en la frontera con el municipio Roscio), Chiripón, Nekuima, El Retumbo, El Pao, California, Sabaneta, Santa Rosa Cupapuy, Chimó, Santa María, El Buey, Guacarapo El Toro, Las Grullas, Imataca y Piacoa. Al norte en los límites con Caroní el relieve desciende suavemente desde los 250 metros sobre el nivel del mar hasta altitudes cercanas a los 150 metros. Al centro predominan algunos valles como el de la ciudad de Upata, situado a una altitud de 360 metros sobre el nivel del mar, con otras zonas de mayor altitud como la que se localiza en los frentes montañosos de Imataca en el sector El Buey, donde se ubican áreas de explotación agrícola ubicadas a más de 500 metros sobre el nivel del mar. En la región de las llanuras del Yuruari, más al sur y en el área de contacto con el embalse de Guri, sobre el río Caroní, en la frontera con el municipio Raúl Leoni, la altitud promedio es de 260 a 240 metros sobre el nivel del mar, mientras que en las extensas selvas húmedas de San Pedro, San José, Supamo, Parapoy, Guariche, Antabare y El Plomo, ya en las cercanías del Parque nacional Canaima, la altura sobrepasa los 400 metros sobre el nivel del mar, incluso en la frontera con el municipio Gran Sabana se localizan montañas tepuyanas que se elevan hasta los 1.200 metros sobre el nivel del mar.
El municipio está ubicado en tierras del denominado Macizo Guayanés, donde predominan al norte rocas del basamento ígneo, matamórfico más antiguo de Venezuela, donde se localizan formaciones de granito, gneis, cuarcitas ferruginosas alternadas con suelos franco arcillosos, franco arenosos, de baja a muy baja fertilidad, por lo general ácidos, debido a la alta oxidación y erosión natural provocada por las condiciones de humedad y altas temperaturas propias de la zona. Este sector norte forma parte del denominado Cinturón Ferrífero de Imataca, el cual posee importantes reservas de hierro, como la ya explotadas en el sector El Pao, localidad en la cual se desarrolló durante la segunda mitad del siglo XX, años 1940 hasta 1998, una importante producción de este mineral, con un tenor superior al 60 por ciento. También en esta sección del municipio, a 12 kilómetros al noreste de Upata, se encuentra otro importante yacimiento de hierro, el Cerro Las Grullas, con una reserva superior a las 50 millones de toneladas de mineral. Por su parte en la sección Centro Sur del municipio desde los 7 grados de Latitud Norte 30 minutos, hacia la frontera con los municipios Roscio, Sifontes y Gran Sabana, predominan las áreas ricas en cuarzo y arenas silíceas, en las sabanas del Yuruari y el Caroní, así como los basamentos igneos de la Formación Supamo, con un alto potencial de reservas de oro, actualmente bajo explotación por parte de pequeños mineros no organizados y algunas empresas cooperativas permisadas por el Estado venezolano.

### Límites
- Al norte: con los municipios Caroní del estado Bolívar, Casacoima del estado Delta Amacuro y un pequeño sector del municipio Raúl Leoni también de Bolívar.

- Al sur: con el municipio Gran Sabana por el suroeste por medio del Caroní limita con el Municipio Raúl Leoni y al sureste limita con los municipios Sifontes y Roscio.

- Al este: con los municipios Casacoima, Padre Pedro Chien y Roscio.

- Al oeste: con el municipio Raúl Leoni, con este territorio comparte en su totalidad el embalse de Guri, el cual represa las aguas del río Caroní, el segundo más caudaloso de Venezuela. Este lago artificial despliega su cuantioso volumen hídrico en una superficie superior a los 4 mil kilómetros cuadrados, desde la confluencia del Caroní con el río Paragua, su principal tributario hasta el Cañón del Nekuima, donde se encuentra la segunda mayor central hidroeléctrica de América la Simón Bolívar de Guri, administrada directamente por el Estado venezolano a través de la empresa pública Edelca.

### Hidrografía
El municipio Piar posee tres cuencas hidrográficas, dos pertenecientes a la Hoya del Orinoco y una a la Hoya del Río Yuruari, el cual a su voz forma parte de la cuenca principal del río Cuyuní. Al Norte se encuentra la cuenca del río Yocoima o Upata, tributario del Orinoco que posee un recorrido longitudinal de unos 75 kilómetros y hacia la cual drenan las aguas de la Sierra Imataca Piacoa, así como las provenientes del valle del Yocoima, Sabaneta, San Lorenzo, y las llanuras y colinas que colindan con el sistema de serranías de El Pao. Al oeste estrechas fajas de tierras aledañas al lago de Guri drenan sus aguas hacia el Caroní, caudal que recibe al Norte un pequeño aporte del río El Retumbo, que se localiza en la parroquia Andrés Eloy Blanco y que desemboca en la zona del lago de Caruachi. Más al Norte el pequeño río Pao también desemboca en el Caroní, ya en el sector del embalse de Macagua.
El más importante sistema hídrico se localiza al Centro, Sur y Este de la entidad territorial, abarcando más de la mitad de la superficie municipal. Precisamente en el Sur de Piar, en la zona de El Manteco, nace el río Yuruari, principal tributario del Cuyuní, el cual a su vez luego de un tortuoso recorrido por zonas selváticas recibe las aguas de los ríos menores o quebradas de Santa Inés, Oronota, Hualpa, Guanaraparo, Carichapo.
Más al Sur se localizan los ríos Supamo y Guariche, los cuales atraviesan una recóndita franja de selvas, donde se han establecido asentamientos humanos desorganizados dedicados a la minería de oro de aluvión, que ha sometido a estas tierras por décadas a procesos de explotación irracional de sus cursos, suelos y vegetación boscosa, así como a procesos de contaminación con mercurio. Estos ríos drenan sus aguas en el río Yuruán, el cual en el municipio Sifontes, recibe el aporte del Yuruari.
El Antabare finalmente es un río de curso relativamente corto, pero de un caudal considerable en la temporada lluviosa, que drena sus aguas en dirección este-oeste directamente río Caroní, antes de la formación del lago de Guri.

### Clima
El clima es de Sabana tropical al Norte y Centro, alternado con tropical lluvioso de selva al Sur y en las zonas altas de Imataca. Temperaturas promedios en las tierras bajas de 26 grados, promedios de 25 a 24 grados en las áreas ubicadas por encima de los 300 metros sobre el nivel del mar, hasta promedios de 22 a 23 grados en las franjas de tepuyes y altiplanicies que se localizan en la frontera con el municipio Gran Sabana. Mínimas en torno a los 21 grados promedio, con máximas de 34 grados en sus zonas de mayor insolación y con una temporada de sequía más acentuda, localizadas al Centro y Norte del municipio.
El régimen de precipitación varía por las condiciones del relieve, al ciclo anual de lluvias de cada subregión del municipio, que es mayor en meses en la medida en que se avanza hacia el Sur, al paralelo 6 Grados Norte, y en función de la influencia de los vientos húmedos procedentes del noreste y sureste. Máximos de 1600 mm en la zona de Imataca, 1.200 mm en El Retumbo, 1.100 en las serrranía de El Pao, en torno a los 2.000 mm en la franja sur del municipio desde la zona de San José de Hacha hasta el Antabare, y con máximas de 3.000 mm en las montañas "pretepuyanas" fronterizas con el municipio Gran Sabana y el Parque nacional Canaima.
Los vientos por lo general son suaves, menos de 5 kilómetros por hora promedio, en los valles y zonas de colina, y de mayor intensidad en las llanuras de El Manteco Guri, donde acercan en determinadas épocas del año a los 15 kilómetros por hora. Las lluvias de mayor intensidad se extienden desde mayo hasta octubre, desde noviembre a enero bajan considerablemente, mientras que febrero, marzo y abril suelen ser meses de extrema sequía.

### Organización parroquial
El municipio tiene 3 parroquias, las cuales son:
| Parroquia          | Superficie | Población | Densidad |
| ------------------ | ---------- | --------- | -------- |
| Andrés Eloy Blanco | km²        | hab.      | hab./km² |
| Pedro Cova         | km²        | hab.      | hab./km² |
| Upata              | km²        | hab.      | hab./km² |

| Parroquia      | Superficie | Población   | Densidad      |
| -------------- | ---------- | ----------- | ------------- |
| Municipio Piar | 18 175 km² | 98 274 hab. | 5,41 hab./km² |

- Andrés Eloy Blanco (El Pao, esta parroquia es la más pequeña del municipio, se localiza al Norte y Noroeste del municipio). Su población aproximada es de 4 mil habitantes. La población de El Pao fue sede durante más de 50 años de la segunda empresa minera de hierro de Venezuela, donde se llegó a producir un mineral de alta calidad o tenor proveniente del Cerro Florero, en promedio 2 millones de toneladas anuales, primeramente explotadas por la empresa norteamericana Iron Mining Company, después nacionalizada y traspasados sus activos a la compañía pública de la Corporación Venezolana de Guayana Ferrominera del Orinoco. Este núcleo poblacional surgió como un típico campamento de trabajadores técnicos mineros, actualmente las autoridades están tratando de redefinir su rol como área residencial, de pequeño comercio, turística, educacional, de pequeños talleres artesanales y procesamiento de alimentos. A su alrededor se localizan caseríos de productores agrícolas en las zonas campesinas de El Retumbo, El Trical, El Arrozal, Cerro Azul, Los Morrocoyes, Mina Abajo, Pao Viejo, El Corozo, Cunaviche, Las Adjuntas, y Los Jabillos.

- Sección Capital (Upata), abarca un tercio del territorio municipal, se localiza al Norte y Centro del territorio hasta el área de los ríos Oronata Carichapo, que la separa de las tierras ganaderas de El Manteco y Guasipati. Concentra el mayor núcleo urbano Upata, con unos 80 mil habitantes, más otros 10 mil pobladores residenciados en sus extensas y numerosas áreas rurales, entre las cuales se encuentran Los Rosos, Sucutum, Monteralo, La Venada, La Estrechura, Mamonal, Cacahual, Campanario, El Valle, Las Grullitas, Los Negros, Montecristo, Los Arrendajos, Buen Retiro, El Yagual, Montaña de Lino, San Martín, Mundo Nuevo, Altagracia, Sabaneta, Sabanetica, Guayabal, Santa Rosa, El Tigre, Santa María, Manganeso, El Buey, Matajey, El Piso, El Silencio, Tierra Blanca y Guacamayo, entre otras.

- Parroquia Pedro Cova (El Manteco), es la unidad político territorial más grande del municipio, ya que abarca dos tercios de la entidad municipal, desde el río Oronata hasta la margen derecha del río Carrao, en el área fronteriza con el municipio Gran Sabana. Concentra las mayores unidades de producción ganadera de carne del municipio, donde pastan no menos de 60 mil cabezas de ganado, también es la zona de explotación forestal en el Lote Boscoso San Pedro, y la de producción de oro de aluvión en el sector Supamo Parapoy Guarichem, así como en la margen derecha del lago de Guri. Su población ronda los 5 mil habitantes. Tiene también un importante potencial turístico en el área hídrica del embalse de Guri, y por su cercanía con el Parque nacional Canaima, de hecho existen en la ciudad de El Manteco dos importantes núcleos hoteleros vinculados con el turismo de selva, aventura y de pesca del pavón (pez de agua dulce abundante en este sector).

## Demografía
En el municipio Piar se concentran 98 274 habitantes, de acuerdo a los resultados del censo de población del 2011, con una tasa de crecimiento intercensal cercana al 10 por ciento. En Piar reside el 7 por ciento de la población del estado Bolívar. Para mediados del año 2013 se estima una población ligeramente superior a los 100 mil habitantes. La edad media de la población es 25 años, según el mismo censo. El 96 por ciento de la población mayor de 10 años está alfabetizada.

## Composición etnográfica
La mayoría de la población es morena mestiza descendientes de pueblos originarios y exploradores que llegaron a explotar la riqueza minera del municipio un 30% son descendientes de inmigrantes europeos(italianos,españoles y otros)y latinoamericanos blancos(colombianos,brasileños y otros)y un importante componente son amerindios americanos

## Economía
Actividad económica fundamental del municipio es la ganadería vacuna. Existen extensas unidades de producción pecuaria dedicadas a la producción de carne y leche, en total se calculan unas 120.000 cabezas de ganado. Upata posee un matadero semi industrial de ganado vacuno con capacidad para el sacrificio diario de 80 animales. 
El cuero se comercializa con compradores foráneos, la producción de carne en su mayor parte se consume en Upata y en Ciudad Guayana. El Manteco y El Pao poseen pequeñas salas de matanza. La producción de leche, que se estima en 50 mil litros, se dirige fundamentalmente a la fabricación de queso telita y guayanés, así como queso duro, semiduro y otras variedades. En menor medida, junto con la producción de hatos de los municipios Padre Chien, Roscio y Sifontes, la leche es procesada en la Planta Láctea Parmalat, instalada en la ciudad de Upata, donde se envasa el producto para su comercialización en los estados Bolívar, Anzoátegui, Monagas y Delta Amacuro. Importante también la producción de yuca, y el procesamiento de la variedad amarga para la producción de casabe, del cual la Sección Capital Upata es la que concentra la mayor cantidad de "rayanderías". Existen también áreas al Sur dedicadas a la explotación de la madera en bosques naturales, en el sector San Pedro Supamo Este de Guri. 
También es significativa la producción de algunos rubros agrícolas como el ocumo blanco, la lechoza y hortalizas en El Buey, al este de Upata, frutales como los cítricos en El Pao, maíz para subsistencia familiar, en menor cantidad se cosechan aguacates, mangos, tomates, pimentón, ají dulce y leguminosas.
Los 120 mil habitantes de Piar alternan su vocación tradicional como agricultores pequeños y medianos, con las actividades de cría de ganado vacuno, la minería del oro, del cuarzo y la explotación a pequeña escala de otros minerales no metálicos, como arenas, gravas, dolomita y caolín en menor cuantía. Otro segmento significativo de la población asentado en las ciudades menores de El Pao y El Manteco y en la capital Upata, se dedican al comercio, la economía informal, el procesamiento artesanal de la madera en carpinterías y aserraderos medianos vinculados con las explotaciones forestales primarias de San Pedro al Sur de Piar y con las áreas de la Reserva Imataca en el municipio Sifontes. También es considerable la movilización diaria de trabajadores desde Upata y El Pao, hacia los centros comerciales, financieros, industriales, siderúrgicos, del aluminio y la electricidad, con asiento en Ciudad Guayana, Guri, Macagua, Caruachi y en el proyecto hidroeléctrico Tocoma. 
Otro creciente grupo de profesionales y técnicos laboran en las diversas instituciones del poder público municipal, estatal y nacional, que cuentan con sede propia y proyectos en marcha en el mismo municipio. En Upata el sector privado ha desarrollado una intensa actividad comercial, de servicios mecánicos, servicios de transporte, bancario, venta de automóviles, carpinterías familiares enfocadas a la producción de camas y muebles, dulcería tradicional, venta de las tradicionales empanadas de harina de maíz, servicios de telecomunicaciones, carnicerías, abastos, tiendas, medios de comunicación, entre otros sectores de la economía empresarial.

### Medios de Comunicación
En la actualidad la ciudad de Upata cuenta con un número importante de medios de comunicación digitales, radiales e impreso que hacen vida en la tercera ciudad más importante del estado Bolívar.
Entre los medios de comunicación radial se encuentran:
Sabroza 98.7 Fm, Ánimo 105.7 Fm, Única 102.7 Fm, Plus 104.5 Fm, Amiga 90.9 Fm, Manteco 88.5 Fm
Medios de Comunicación Impresos:
|Diario El Informativo || Upata || https://elinformativodeupata.blogspot.com/?m=1
|

### Represa de Guri
La Central Hidroeléctrica Simón Bolívar, también llamada Represa de Guri, y antes conocida como Central Hidroeléctrica Raúl Leoni (desde el 1 de enero de 2004 hasta el 8 de abril del 2006, cuando se renombró mediante decreto presidencial) se encuentra ubicada entre los municipio Angostura (Antiguo Raúl Leoni) y Municipio Piar (Bolívar) en el Estado Bolívar, en el Cañón de Necuima, 100 kilómetros aguas arriba de la desembocadura del río Caroní en el Orinoco.
La generación de esta planta supera los 50.000 GWh al año, capaces de abastecer un consumo equivalente cercano a los 300.000 barriles diarios de petróleo, lo cual ha permitido cumplir con la política de sustitución de termoelectricidad por hidroelectricidad dictada por el Gobierno de Venezuela, con la finalidad de ahorrar combustibles líquidos que pueden ser utilizados para su exportación o su conservación con otros fines. La energía producida por la represa es consumida por gran parte del país, inclusive alimentando parte de la ciudad de Caracas.
El lago artificial o embalse formado detrás de la presa se llama embalse de Guri.
La ejecución de esta obra en su primera fase comienza en 1963 y finaliza en 1978, con una capacidad de 2065 en 10 unidades, con el embalse a la cota máxima de 215 metros sobre el nivel del mar. La etapa final de la represa de Guri se concluye en 1986.
Actualmente, La Represa Guri es la tercera central hidroeléctrica más grande del mundo con sus 10 000 MW de capacidad total instalada, solo superada por el complejo binacional de Itaipú en Brasil y el Paraguay y del complejo hidroeléctrico de la presa de las Tres Gargantas en China.
En cuanto al Embalse de Guri, este se encuentra en noveno lugar entre los diez de mayor volumen de agua represada en él, con una superficie de 4250 km².

## Política y gobierno

### Alcaldes
| Período     | Alcalde                    | Partido político / Alianza | % de votos | Notas |
| ----------- | -------------------------- | -------------------------- | ---------- | --- |
| 1989 - 1992 | Julio Malave Lanz          | AD                         | 48,32      | Primer alcalde bajo elecciones directas |
| 1992 - 1995 | Americo De Grazia          | LCR                        | 45,77      | Segundo alcalde bajo elecciones directas |
| 1995 - 2000 | Orlando Salazar Vera       | AD                         | -          | Tercer alcalde bajo elecciones directas (se realizaron elecciones generales adelantadas en el 2000 debido a la aprobación de la Constitución de 1999) |
| 2000 - 2004 | Americo De Grazia          | LCR                        | 36,09      | Cuarto alcalde bajo elecciones diretas |
| 2004 - 2008 | Francisco Contreras        | MVR                        | 44,49      | Quinto alcalde bajo elecciones directas |
| 2008 - 2013 | Gustavo Muñiz              | PSUV                       | 48,24      | Sexto alcalde bajo elecciones directas (se postergan 1 año las elecciones municipales pautadas para finales del 2012)                                 |

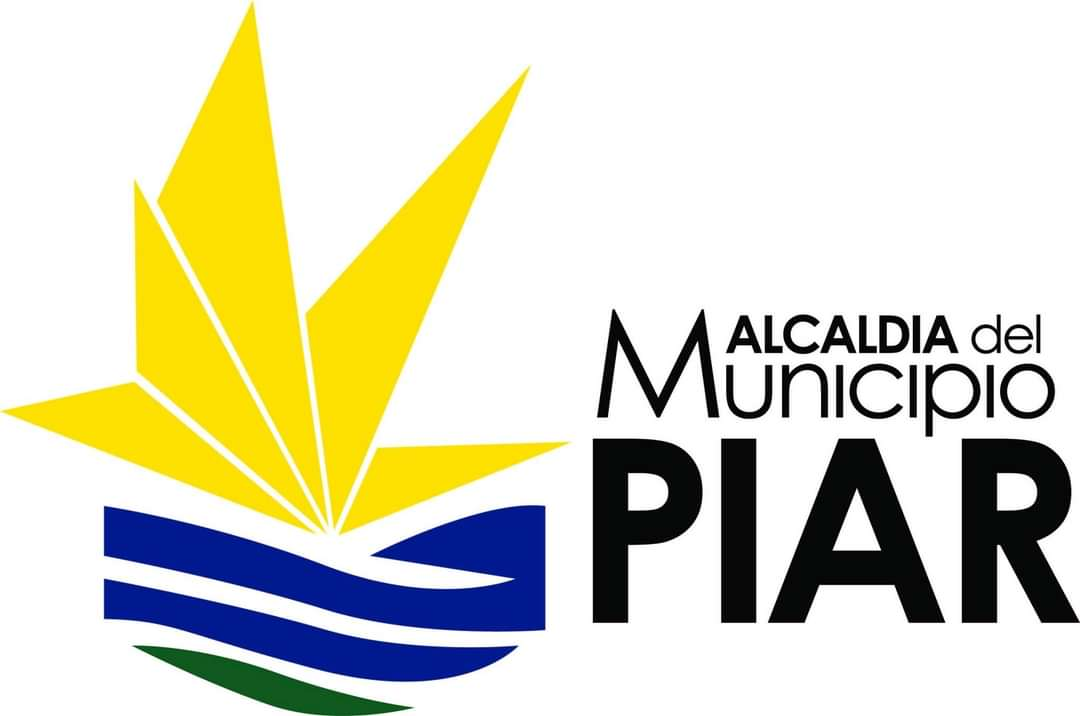
Logo de la Alcaldía (2013-2017)

| 2013 - 2017 | Gregorio Martínez          | MUD                        | 51,88      | Séptimo alcalde bajo elecciones directas |
| 2017 - 2021 | Yulisbeth García           | PSUV                       | 69,62      | Octavo alcalde bajo elecciones directas |
| 2021 - 2025 | Yulisbeth García           | PSUV                       | 40,71      | Reelecto |
| 2025        | Ornella Valentina Arbeláez | PSUV                       | -          | Alcaldesa encargada tras la renuncia de Garcia |

### Concejo municipal
Período 1989 - 1992
| Concejales:           | Partido político / Alianza |
| --------------------- | -------------------------- |
| Robert Hernández      | AD                         |
| Marcos Sajona Perdomo | AD                         |
| Justo Partor Pasco    | AD                         |
| Rigoberto García      | AD                         |
| Jesús Salvador Ruiz   | AD                         |
| Noel Romero La Palma  | LCR                        |
| Moises Rivas          | LCR                        |
| José Francisco Pérez  | COPEI                      |
| Isaura Muñóz de Soto  | COPEI                      |

Período 1992 - 1995
| Concejales:       | Partido político / Alianza |
| ----------------- | -------------------------- |
| Carlos Morillo    | LCR                        |
| Moises Rivas      | LCR                        |
| Victor Garrido    | LCR                        |
| Prutencio Odremán | LCR                        |
| Elias Salazar     | AD                         |
| Pedro Bolívar     | AD                         |
| Nancy Solis       | AD                         |
| Pedro Olivar      | AD                         |
| Luis Stofikm      | COPEI                      |

Período 1995 - 2000
| Concejales:       | Partido político / Alianza |
| ----------------- | -------------------------- |
| Carlos Vargas     | AD                         |
| José Camacaro     | AD                         |
| Aneida Vitorino   | AD                         |
| Gladys Villarroel | AD                         |
| Misael Briceño    | AD                         |
| Rafael Salazar    | AD                         |
| Jesus Ruíz        | LCR                        |
| Franklin Gonzalez | LCR                        |
| Ramon Martes      | COPEI                      |

Período 1995 - 2000
| Concejales: | Partido político / Alianza |
| ----------- | -------------------------- |
| '           | LCR                        |
| '           | LCR                        |
| '           | LCR                        |
| '           | MVR                        |
| '           | MVR                        |
| '           | PPT                        |
| '           | AD                         |

Período 2005 - 2013
| Concejales:          | Partido político / Alianza |
| -------------------- | -------------------------- |
| Othoniel Vargas      | MVR                        |
| Dionisio Vega        | MVR                        |
| Eunice Rios          | MVR                        |
| Simon Ramirez        | MVR                        |
| Eddy Lopez           | MVR                        |
| Jorge Martinez       | MVR                        |
| Gustavo Muñiz Hennig | MVR                        |
| Neice Gonzalez       | LCR                        |
| Victor Garrido       | LCR                        |

Período 2013 - 2018
| Concejales:     | Partido político / Alianza |
| --------------- | -------------------------- |
| Carlos Ascanio  | MUD                        |
| Carlos Pinto    | MUD                        |
| Franklin Muñoz  | MUD                        |
| José Devera     | MUD                        |
| Raúl Bermúdez   | MUD                        |
| Rafael Saavedra | MUD                        |
| William Pérez   | MUD                        |
| Grethel Marchan | PSUV                       |
| Manuel Sifontes | (Representación indígena)  |

Período 2018 - 2022
| Concejales        | Partido político / Alianza |
| ----------------- | -------------------------- |
| Raiza Guedez      | PSUV                       |
| Carlos Contreras  | PSUV                       |
| Yannelly Aguilera | PSUV                       |
| Yelise Naguanagua | PSUV                       |
| Jorge Camacho     | PSUV                       |
| Enrique Ruíz      | PSUV                       |
| Ornella Arvelaez  | PSUV                       |
| Rafael Rodríguez  | PSUV                       |
| Tania Sotillo     | (Representación indígena)  |

Periodo 2021 - 2025
| Concejales:          | Partido político / Alianza |
| -------------------- | -------------------------- |
| Victor De Betancourt | PSUV                       |
| Douglas Olivero      | PSUV                       |
| Surirma Prieto       | PSUV                       |
| Luis Urbaneja        | PSUV                       |
| Raiza Guedez         | PSUV                       |
| Victor Garrido       | MOVEV                      |
| Vicdalia D' Ancona   | MOVEV                      |
| Petra Mollegas       | MUD                        |
| Manuel Sifontes      | (Representación indígena)  |